# École romaine de peinture (XXe siècle)

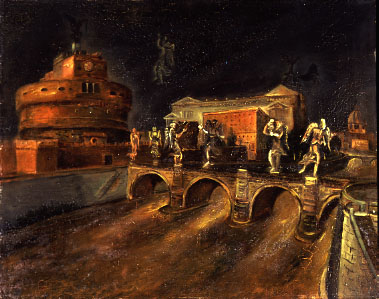
Ponte Sant'Angelo (1930), œuvre de Gino Bonichi.

L'école romaine de peinture ou Scuola di via Cavour est un groupe hétérogène d'artistes de tendance expressionniste actifs à Rome entre 1928 et 1945, avec une deuxième phase au milieu des années 1950.
Malgré la dénomination acquise au fil du temps, il faut garder à l'esprit l'absence de preuve objective du caractère organique d'une véritable « école ».

## Naissance du mouvement
En novembre 1927, Antonietta Raphaël et Mario Mafai vont vivre au no 325 de la via Cavour, dans un bâtiment de style Umbertino qui sera démoli en 1930 pour faire place à la via dell’Impero (actuellement via dei Fori imperiali). Une grande pièce de l'appartement est utilisée comme atelier. Antonietta se souvient en 1971 : « Cette partie de Rome était superbe, avec de petites places, des maisonnettes ;  nous avions notre appartement au dernier étage avec une terrasse immense, magnifique, où nous mangions, bavardions, peignons, il y avait un point de vue à couper le souffle ».
Bientôt l'atelier devient un lieu de rassemblement pour des écrivains comme Henry Falqui, Giuseppe Ungaretti, Libero de Libero, Leonardo Sinisgalli, Arnaldo Beccaria, Antonio Santangelo, et surtout de jeunes artistes comme Gino Bonichi dit « Scipion », Renato Marino Mazzacurati, et Conrad Cagli.

## Opposition au mouvement du retour à l'ordre
Dès le début, cette association spontanée d'artistes ayant pour point de rencontre l'école de la via Cavour, ne semble pas unie par un manifeste, mais plutôt par l'amitié, des synthèses culturelles et une singulière cohésion picturale. Par leur approche de l'expressionnisme européen, ils sont en opposition formelle à la peinture néo-classique du mouvement des années 1920 appelé le retour à l'ordre, particulièrement fort dans la sensibilité italienne de l'entre-deux-guerres.
La première identification de ce groupe d'artistes est due au critique d'art Roberto Longhi qui écrit : « De par son adresse, je parlerais de la Scuola via Cavour, où Mafai et Raphaël travaillaient… » Et ajoute : « Un art excentrique et anarchoïde qui pourrait difficilement être accepté par nous, mais qui est tout de même un signe notable des mœurs d'aujourd'hui. »
Longhi utilise cette définition pour indiquer le travail spécial de ces artistes dans l'univers expressionniste, en rupture vis-à-vis des mouvements artistiques officiels, il le dit ainsi :

« Les mélanges les plus explosifs persistent. Ainsi, à la limite de cette zone obscure et bouleversée où un impressionnisme décrépit se transforme en hallucination expressionniste, en cabale et en magie, se trouvent en fait des paysages qui s'agitent et la virulence bacillaire de Mafai, à la fièvre duquel on pourrait accoler le nom d'un Raoul Dufy. Un peu comme la peinture d'Antonietta Raphaël, pas tant à cause des paysages proches de ceux de Mafai, que par d'autres choses que j'ai sous les yeux et m'ont informé sur celle-ci, que j'appellerais Scuola via Cavour, et qui pourrait révéler les vagissements ou la croissance rapide d'une petite sœur de lait de Chagall. »

Dans ces premières années, Corrado Cagli utilise la dénomination école romaine. Son discours ne s'arrête pas à la détermination des noms des « nouveaux peintres romains » qui animent ce mouvement. Cagli décrit une sensibilité diffuse, parle d'un « Astre de Rome » et précise ce qu'est effectivement la poétique de ces « nouveaux Romains » en décrivant la situation romaine complexe et diversifiée, qui voit s'opposer les nouvelles « sensibilités expressionnistes » de ces jeunes artistes à celles que Cagli décrit comme le néoclassicisme dominant du courant Novecento : « À l'aube du commencement, tout est à refaire à nouveau et l'imagination revit toutes les stupeurs et tremble de tous les mystères. »
En particulier, le travail de cette Scuola di via Cavour semble s'animer en réponse à des œuvres d'art des plus importants mouvements italiens de l'époque, comme le Novecento et Valori plastici, et de ses partisans les plus importants, comme Mario Sironi, Mario Tozzi et Achille Funi, qui détiennent l'hégémonie sur la culture figurative italienne du fascisme. L'École romaine offre une peinture sauvage, expressive, désordonnée, violence des tons chaleureux de l'ocre et des bruns rougeâtres. La rigueur formelle est remplacée par une vision distinctement expressionniste.
Ainsi le caractérise Renato Barilli : « … domine une figuration sauvage et réductrice qui récupère celle des lointains ancêtres baroques, ou plus proches les fureurs expressionnistes, par exemple de Chagall, transmises par Antonietta Raphaël qui l'avait connu à Paris. »
Scipion donne vie à une sorte d'« expressionnisme baroque romain », où apparaissent souvent des vues décadentes du centre historique baroque de Rome, habité par des cardinaux et des prélats, avec des yeux hallucinés et profondément expressifs. Mafai, par une peinture avec des tonalités chaudes, offre une image de la Ville éternelle d'une intimité poignante et une dénonciation subtile, en représentant les démolitions qui ont lieu dans la Rome fasciste, dictées par la volonté de magnificence et de pompes du régime (comme on peut le voir, par exemple, dans Demolizione dell’Augusteo, 1936, de la collection Giovanardi, exposé au Mart de Rovereto et Demolizioni di via Giulia toujours de 1936).

## Deuxième période de l'école romaine
Plutôt que de s'épuiser avec ses trois grands protagonistes, Scipione, Mafai et sa femme Antonietta Raphaël, l'école Romaine se prolonge par une « seconde période hétérogène », qui se développe depuis les années 1930 jusqu'à la fin de la Seconde Guerre mondiale. Parmi les épigones, les plus importants, Roberto Melli, Renato Marino Mazzacurati, Guglielmo Janni et deux peintres plus isolés, Fausto Pirandello et Ferruccio Ferrazzi, personnalité très excentrique, même au sein de ce mouvement déjà compliqué.
D'autres continuateurs sont les soi-disant tonalistes, Corrado Cagli, Emanuele Cavalli, Giuseppe Capogrossi, gravitant autour des activités de la galerie de la Comète et qui virent en l'ainé Roberto Melli un maître et un soutien critique. Parmi les continuateurs tardifs, plus ou moins directs, subissant l'influence de la personnalité polyvalente de Cagli, il y a aussi de jeunes artistes comme Renato Guttuso, les frères Afro et Mirko Basaldella, Leoncillo, Toti Scialoja, Pericle Fazzini, Alberto Ziveri.

## Musée de l’École romaine
Le site Casino Nobile des musées de la Villa Torlonia (Rome), qui font partie du système des musées de la ville de Rome, abrite, au 2e étage, le musée de l'École romaine, qui offre un aperçu de ce mouvement artistique considéré comme le plus intéressant et vivant de la recherche figurative romaine dans la période entre la Première et la Seconde Guerre mondiale.